# Десета крајишка ударна бригада
Десета крајишка НО ударна бригада била је јединица НОВЈ активна од септембра 1943. до 14. марта 1945.

## Увод

### Развој НОБ
Територијална ограниченост и везаност партизанских одреда за свој крај онемогућавала је преношење борбених дејстава у друге области и избегавање концентричних удара надмоћног непријатеља за време његових офанзива. За даље ширење устанка у Југославији и његово прерастање у општенародни ослободилачки рат, при постојању јаких окупационих и квислиншких снага, биле су потребне сталне, покретне јединице способне за маневар на било којем терену.

### Статут пролетерских НО бригада
Пионирску улогу у стварању регуларне народноослободилачке армије имала је 1. пролетерска НО ударна бригада. Она је формирана 21. децембра 1941. на основу стечених искустава из дотадашње оружане борбе, након пада Ужичке републике у јесен 1941, што је формулисано Статутом пролетерских народноослободилачких бригада који је прописао Врховни штаб НОВЈ и који је важио за све бригаде НОВЈ. Формација је предвиђала: штаб, који чине командант и политички комесар и њихови заменици; најмање 4 ударна батаљона јачине до 300 бораца, формираних у 3-4 ударне чете; пратећу чету са онолико митраљеских водова (од по 2 оруђа) колико је батаљона у бригади, 1 водом лаких и 1 водом тешких минобацача; артиљеријске јединице које се могу састојати из појединих оруђа и батерија (4 оруђа), па све до дивизиона; моторизоване јединице које се формирају по могућности; комору и санитет. Уз штаб бригаде, поред коњичког, пионирског и вода за везу, Статут је предвиђао и културне екипе за културно просветни и политички рад у јединицама и међу народом на терену. Прописана је црвена застава са српом и чекићем у горњем десном углу, петокраком звездом у средини и извезеним именом јединице.

### Од партизанских одреда ка бригадама
Од посебне важности било је наређење Врховног штаба да се у оквиру партизанских одреда стварају ударне чете и батаљони, као прелазни облик од одреда ка бригади. При формирању бригада, те ударне јединице обично су улазиле у њихов састав. Почасни назив ударна даван је само оним бригадама које су се посебно истакле у борби. У 1941. формирана је једна бригада (1. пролетерска); у 1942. формирано је укупно 37 бригада; у 1943. 76 бригада (расформирано 13 бригада); у 1944. 130 бригада (расформирано 13), а у 1945. још 16. нових бригада (расформирано 13). На крају рата било је укупно 220 бригада, од којих 14 пролетерских.

### Значај бригада у НОР
Јачина, састав, опрема и наоружање бригада били су различити у разним периодима НОР и разним крајевима где су бригаде водиле борбу. Тако је просечна јачина бригада у 1942. и 1943. била 800 бораца, а у 1944. око 950 бораца, с тим што су бригаде у Словенији и Македонији биле бројно слабије (500—600 бораца). Наоружање бригада било је лако пешадијско, са митраљезима и минобацачима; наоружаване су од плена из борби са непријатељем, делом из сопствених радионица, а тек од 1943. неке су наоружане и из савезничке помоћи.
По Титу, бригаде су биле оперативне јединице са стратегијским задацима; бригаде су биле способне и за партизанско и за фронтално ратовање (нарочито након формирања дивизија и корпуса НОВЈ), а биле су и комунистичке политичке школе, расадници кадрова за нове јединице НОВЈ, и упоришта КПЈ и НОП.

## Формирање
Десета крајишка НОУ бригада формирана је 4. фебруара 1943. на сектору Босанског Грахова од батаљона Команде дрварског војног подручја. Имала је 3 батаљона са око 900 бораца.

## Ратни пут бригаде

### 1943
У четвртој непријатељској офанзиви водила је нарочито тешке борбе са четницима и италијанским јединицама код Срба 8. фебруара 1943, на Уни 15-16. фебруара, на Каменици и Плочама у другој половини фебруара, при разбијању четничке Динарске дивизије у Книнској крајини и око Грахова марта и априла. Потом је до капитулације Италије водила често борбе са четницима: у Гламочком пољу у првој половини маја, код села Голубића 23. јуна, при заузимању Врлике 5. августа. У уништењу делова немачке 373. дивизије у Пркосима 16. септембра је запленила 4 хаубице, 2 минобацача и 11 митраљеза. Води затим борбе са Немцима на правцу Сињ-Сплит у другој половини септембра, а почетком октобра учествује у ослобођењу Ливна, Дувна и Купреса. У саставу 5. крајишке дивизије извела је марш преко Горњег Вакуфа, Брадине, Трнова, Фоче, Чајнича и Рудог и 29. октобра ослободила Прибој заједно са 4. крајишком бригадом. Почетком новембра борила се са четничким и бугарским снагама на Златибору, а 14-18. новембра са Немцима код Пријепоља и Бродарева. Учествовала је у источнобосанској зимској операцији децембра 1943.

### 1944
У 1944. истакла се у разбијању четника у Добром Пољу 12-13. јануара и наредних дана у борбама са четницима око Калиновика. При продору из Санџака у Србију половином марта имала је тешке борбе са немачким снагама, Српском државном стражом, деловима Српског добровољачког корпуса и четничким јединицама код Ивањице, у рејону планине Голије, на правцу Ивањица-Ужице-Ваљево и у повратку преко Златибора ка Пријепољу и Бродареву. Учествовала је у андријевичкој операцији, а крајем јула у саставу 5. дивизије пребацује се преко Ибра у Србију и избија на Копаоник, учествује у нападу на Куршумлију 14-15. августа, Ивањицу 10. септембра и при заузимању Аранђеловца и Тополе. У београдској операцији водила је тешке борбе са јединицама немачке 1. брдске дивизије, кад је похваљена од врховног команданта. После попуне борцима из Србије, децембра 1944, имала је 4 батаљона, минобацачку чету, батерију топова и чету за везу са 1.886 бораца.

### 1945
После борби и тешких губитака на Сремском фронту у рејону села Пустара, Сотин, Опатовац и Отока, Бригада је расформирана 14. марта 1945.

## Одликовања
За ратне заслуге Бригада је одликована Орденом народног ослобођења и Орденом братства и јединства.